# Benjamin Moukandjo
Benjamin Moukandjo Bilé (Douala, Camerún, 12 de noviembre de 1988) es un exfutbolista camerunés que jugaba de delantero.

## Selección nacional
Ha sido internacional con la selección de fútbol de Camerún en 57 ocasiones y participó en el triunfo de la Copa Africana de Naciones de 2017.

## Clubes
| Club                   | País    | Año       |
| ---------------------- | ------- | --------- |
| Stade Rennes F. C.     | Francia | 2008-2009 |
| L'Entente SSG (cedido) | Francia | 2008-2009 |
| Nîmes Olympique        | Francia | 2009-2011 |
| A. S. Mónaco F. C.     | Mónaco  | 2011      |
| A. S. Nancy-Lorraine   | Francia | 2011-2014 |
| Stade de Reims         | Francia | 2014-2015 |
| F. C. Lorient          | Francia | 2015-2017 |
| Jiangsu Suning         | China   | 2017-2019 |
| Beijing Renhe (cedido) | China   | 2018      |
| R. C. Lens             | Francia | 2019-2020 |
| Valenciennes F. C.     | Francia | 2020-2021 |
| A. E. Larisa           | Grecia  | 2021      |

## Palmarés

### Títulos internacionales
| Título                    | Club (*) | País  | Año  |
| ------------------------- | -------- | ----- | ---- |
| Copa Africana de Naciones | Camerún  | Gabón | 2017 |

(*) Incluyendo la selección.